# Flip Gordon
Pour les articles homonymes, voir Gordon.
Travis Gordon Lopes, Jr. (né le 12 décembre 1991 à Boston) est un catcheur américain connu sous le nom de ring de Flip Gordon.

## Jeunesse
Travis Gordon Lopes, Jr. grandit à Kalispell dans le Montana et devient fan de catch après avoir vu Kurt Angle à la télévision. Il fait partie de l'équipe de lutte de son lycée et remporte quatre championnat de l'état. Après le lycée, il étudie au North Idaho College (en) où sa petite amie qui est une cheerleader lui apprend la gymnastique. Après l'université, il s'engage dans l'United States National Guard où il est spécialisé dans l'utilisation du C-4 et des explosifs.

## Carrière de catcheur

### Débuts (2015-2017)
Travis Gordon Lopes, Jr. s'entraîne à la New England Pro Wrestling Academy à North Andover dans le Massachusetts. Là-bas, Brian Fury lui apprend le catch pendant six mois avant que Gordon débute sur le ring dans des petites fédération de catch de Nouvelle Angleterre. 
En 2016, la MCW Pro Wrestling (en) annonce que Travis Gordon va participer à la Shane Shamrock Memorial Cup. Il se qualifie pour la finale en éliminant Facade et Leon St. Giovanni  dans un match à trois au premier tour mais ne parvient pas à vaincre Lio Rush qui sort vainqueur du match à six à élimination final comprenant aussi Jason Kincaid, Joe Keys, Sonjay Dutt et Tommaso Ciampa.

### Ring of Honor (2017-2021)
Lors de Final Battle 2017, lui, Dragon Lee et Titán perdent contre Bullet Club (Adam Page, Matt et Nick Jackson) et ne remportent pas les ROH World Six-Man Tag Team Championship.

## Palmarès
- World Series Wrestling
  - 1 fois WSW Tag Team Championship avec Brian Cage (actuel)

- Xtreme Wrestling Alliance
  - 1 fois XWA Firebrand Championship (actuel)

## Récompenses des magazines
- Pro Wrestling Illustrated

| Année | 2017 | 2018 | 2019 | 2020 | 2021 |
| ----- | ---- | ---- | ---- | ---- | ---- |
| Rang  | 480  | 144  | 114  | 163  | 246  |